# Хорхе Торрес Ніло
Хорхе Емамнуель Торрес Ніло (ісп. Jorge Emmanuel Torres Nilo, нар. 16 січня 1988, Тіхуана) — мексиканський футболіст, захисник клубу «УАНЛ Тигрес».
Насамперед відомий виступами за клуб «Атлас» та національну збірну Мексики.
У складі збірної — володар Золотого кубка КОНКАКАФ.

## Клубна кар'єра
У дорослому футболі дебютував 2006 року виступами за команду клубу «Атлас», в якій провів чотири сезони, взявши участь у 90 матчах чемпіонату.  Більшість часу, проведеного у складі «Атласа», був основним гравцем захисту команди.
До складу клубу «УАНЛ Тигрес» приєднався 2010 року. Наразі встиг відіграти за монтеррейську команду 72 матчі в національному чемпіонаті.

## Виступи за збірну
2008 року дебютував в офіційних матчах у складі національної збірної Мексики. Наразі провів у формі головної команди країни 19 матчів, забивши 1 гол.
У складі збірної був учасником чемпіонату світу 2010 року у ПАР та розіграшу Золотого кубка КОНКАКАФ 2011 року у США. В США здобув титул континентального чемпіона.

## Титули і досягнення
- Володар Золотого кубка КОНКАКАФ (2): 2011, 2015